# Осецький Іван Станіславович
Іван Станіславович Осецький (нар. 10 травня 1891, Ісаківка) — український майстер художнього скла.

## Життєпис
Народився 10 травня 1891 року в селі Ісаківці Житомирського повіту Волинської губернії Російської імперії (тепер Житомирський район Житомирської області, Україна). Видуванню скла вчився у свого батька та старшого брата Михайла Осецького.
Працював на різних підприємствах. Серед робіт: кошички-цукорниці, фігурний посуд у вигляді риб, ведмедиків. Твори зберігаються у Львівському музеї етнографії та художнього промислу.